# Paradela de Guiães
Paradela de Guiães is een plaats (freguesia) in de Portugese gemeente Sabrosa en telt 154 inwoners (2001).